# Synagoge (Sentzich)

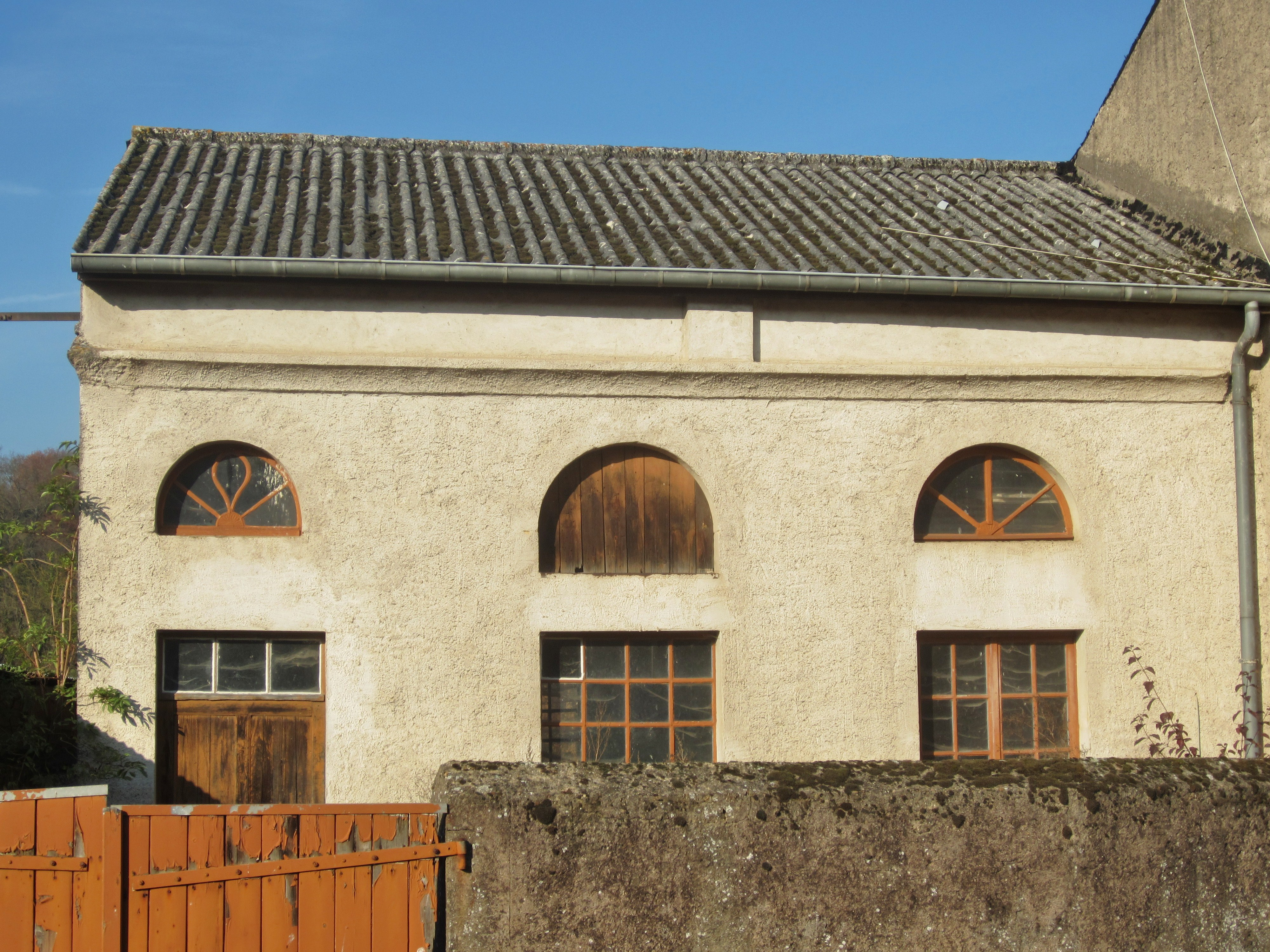
Synagoge in Sentzich

Die Synagoge in Sentzich, einem Ortsteil der französischen Gemeinde Cattenom im Département Moselle in der historischen Region Lothringen, wurde nach 1854 errichtet. Die profanierte Synagoge befindet sich an der Nr. 4 rue de la Synagogue. Sie wird heute als Schreinerei genutzt.
In der Synagoge wurden bis 1928 der Gottesdienste gefeiert und danach wurde sie an einen Privatmann verkauft.